# Duolingo English Test
Duolingo English Test (DET) – internetowy test znajomości języka angielskiego firmy Duolingo, który mierzy biegłość w czytaniu, pisaniu, mówieniu i słuchaniu w języku angielskim. Jest to test komputerowy, oceniany w skali od 10 do 160, przy czym wynik powyżej 120 oznacza biegłą znajomość języka angielskiego. Test ma charakter adaptacyjny, a pytania automatycznie dopasowują się do poziomu umiejętności osób zdających.